# Callopistria manta
Callopistria manta là một loài bướm đêm trong họ Noctuidae.